# Analytisk dualism
Analytisk dualism är en teori för att undersöka samspelet mellan struktur och agent - ”hur det objektiva påverkar det subjektiva, och vice versa”.
Margaret Archer riktade med analytisk dualism stark kritik emot tidigare teorier som strukturalism och individualism. Detta eftersom Archer ansåg att dessa inte var kompletta och att vi inte kunde förstå samtliga sociala interaktioner genoma att endast se utifrån individen eller strukturen. Analytisk dualism är, enligt Archer, en metodologisk sammansmältning av individualism och strukturalism, vilken är tänkt att ta hänsyn till interaktionerna mellan struktur och agent. Därav benämns teorin som dualistisk eftersom agent och struktur är "två skilda strata som är irreducibla till varandra samtidigt som de är inbördes beroende". Dualistisk just för att vi måste kunna urskilja distinktionen mellan agent och struktur för att kunna utforska deras samspel. Analytiskt framför  filosofiskt eftersom inget av delarna kan existera utan den andra, och på sikt ansvarar för deras gemensamma arbete. Enligt Archer måste "delarna" och "folket" delas för att kunna analysera deras interaktion  då de innehar olika egenskaper och krafter.
Agentskap, vilket präglas av strukturella livsvillkor som etnicitet, kön och klass, ger oss möjligheter men ställer samtidigt upp hinder. Vi är agenter i en struktur och vi påverkas av denna struktur, som vi sedan kan välja att reproducera eller modifiera. Strukturer som agenterna inte väljer. Archer förklarar det i steg såsom: (1) aktören träder in i en struktur; (2) strukturen villkorar aktörens handlingar (men determinerar dem inte); (3) strukturen reproduceras eller modifieras som ett resultat av aktörens handlingar. Sociala krafter kan endast verka genom agenten - det är agenten som är det socialas enda beståndsdel - vilket gör det möjligt för agenten att modifiera strukturen.
Analytisk dualism vilar på två förutsättningar: (1) struktur föregår med nödvändighet det agentskap som resulterar i reproduktion eller transformation av strukturen, och; (2) strukturella ellaborationer följer med nödvändighet de handlingar som orsakade den.  Archer formulerade detta genom en cykel med tre faser: strukturella villkor, Social interaktion och Strukturell elaboration.1 Denna cykel är konstruerad för att ”blottlägga” samspelet mellan strukturer och agentskap, vilket möjliggör dess studie. Ansatsens interaktioner är dock inte endast ”morfogenetisk” utan även ”morfostatisk”. Att cyklerna både leder till förändring av strukturer, men också reproducerande av de existerande .